# Artignosc-sur-Verdon
Artignosc-sur-Verdon este o comună în departamentul Vaucluse din sud-estul Franței. În 2009 avea o populație de 293 de locuitori.

## Evoluția populației
| An        | 1975 | 1982 | 1990 | 1999 | 2006 | 2009 |
| --------- | ---- | ---- | ---- | ---- | ---- | ---- |
| Populație | 181  | 187  | 201  | 221  | 238  | 293  |